# 井上元貞
井上 元貞（いのうえ もとさだ）は、戦国時代の武将。毛利氏の家臣。安芸井上氏は清和源氏の流れを汲む信濃源氏井上氏の支流。

## 生涯
元貞は安芸井上氏に生まれたが、その生まれには、井上勝光の子で井上光兼の弟であるとする説と、井上光兼の子で井上元兼の弟であるとする説の2説がある。
永正14年（1517年）10月22日の有田中井手の戦いで毛利元就に従って出陣。この戦いで元貞の家臣である市川彦二郎と田理助十郎が敵の首を討ち取り、田理助右衛門や中間の与三郎、四郎右衛門、四郎五郎が奮戦し、彦右衛門が討死したことで、同年10月28日に毛利氏当主の毛利幸松丸から2通の感状を与えられている。
永正15年（1518年）8月30日、毛利元就に従って元貞も備後国世羅郡赤屋に出陣した。この時の赤屋の領主が誰で、何故元就が赤屋を攻めたかは史料がなく不明であるが、粟屋元親の名代である長八郎左衛門が戦死し、粟屋元秀や保垣刑部左衛門が負傷するなど、激しい合戦となった（赤屋・小国の合戦）。この赤屋での戦いでの敵の後巻の時に奮戦した功によって、同年10月26日に元貞は幸松丸から感状を与えられた。
大永3年（1523年）に幸松丸が死去した際には、毛利氏の重臣15名が連署状を出して元就に家督相続を要請しているが、この時元貞は連署状の12番目に「井上七郎三郎元貞」と署名している。
大永5年（1525年）、大内氏の重臣・陶興房が毛利氏の重臣である志道広良を通じて、元貞と粟屋元秀に元就が大内氏に味方するよう説得することを依頼してきたため、元貞と元秀の両名は元就の説得にあたった。この説得により毛利氏は尼子氏を離反し、大内氏に属することとなる。なお、『閥閲録』巻78「井上甚左衛門」系譜では、元就の家督相続の後に元貞が尼子経久のもとに毛利氏からの人質として遣わされ、毛利氏が尼子氏から離反して大内氏に属した際に尼子氏の本拠である出雲国月山富田城を密かに脱出して、毛利氏の本拠である安芸国吉田郡山城へ戻ろうとしたが、尼子氏の追手により討たれたと伝えられていると記されているが、それ以後も元貞の活動は見られるため、この記述は事実ではないとされる。
享禄2年（1529年）12月13日、元就により「兵庫助」の官途名を与えられ、享禄3年（1530年）7月24日の安芸国山縣での合戦においては負傷しつつも奮戦し戦功を挙げ、翌日に元就から感状を与えられた。享禄5年（1532年）7月13日の毛利氏家臣団32名が互いの利害調整を元就に要請した連署起請文では14番目に「井上兵庫助元貞」と署名をしている。
元貞の没年は不明であるが、元貞の死後は子の元継が跡を継いだ。